# 北宜公路
北宜公路（ほくぎこうろ）は、台湾北部に位し、台北市と宜蘭県とを連絡する公道にして、其の全長58粁に及べり。公道体系に於ては、台湾省道台9線の一部を構成するものなり。路線は新北市新店区、石碇区、坪林区を經て、宜蘭県頭城鎮に至る。大金面山の麓にて蘭陽平原に入り、頭城鎮內に於ける青雲路（台湾省道台2庚線）との分岐点、即ち台9線70粁標の地を以て終点と為す。
北宜公路は、新北市坪林区を中継の地となし、其処にて市道106乙線と交叉せり、台北市文山木柵、深坑、石碇、平渓等の諸區に通ずることを得たり。亦た坪林インターチェンジを経て、北宜高速公路（北宜高）に連絡することを得べし。然れど、其の地は翡翠ダムの集水区に属し、水源地たるを以て環境保全の必要あり。故に、北宜高を通じて坪林区に出入する車輛の数、制限を受くるに至れり。

## 概要
北宜公路の沿ひ路の景観は多くの変化を顯し、新北市の境に於ては丘陵の景観なり。其の中に坪林の路段に至りては、台北盆地の水源地たる北勢渓を見ることを得。経る新北市の各区には多く包種茶を産する茶園あり。坪林より新北と宜蘭の交界へ向かひ進むに、地勢高くなるが故に、路の傍らには針葉樹林を目にす。市県の境を過ぎて山を下り、忽ち蘭陽平原は眼前に現れたり。天気晴朗にして空気の湿度低き時は、外海の亀山島迄も清らかに見ゆ。昼の田畦や屋舍、また夜の星の如き燈火、蘭陽平原を鳥瞰するの佳き処なり。
さらに宜蘭へ向かふに、大金面山の路段は山路の曲折多く、俗に「九彎十八拐」或は「九彎十八転」と号す。道路の線形崎嶇にして視線良からず、昔は重大なる事故頻繁にし、不潔の地とされ、靈異や鬼怪の伝聞絶えざりき。往來の車は冥紙を灑ぎて亡魂を慰むる習俗ありと傳へば、「死亡公路」或は「全台猛鬼公路」と稱せられしことあり。然ど近年、政府の関連機関大規模の路線改良を為し、車道を拓き緩衝の空間を増やし、視線を遮る辺坡をも削り去りぬ。斯くて昔の九彎十八拐の險峻の趣は漸く失はれども、行車の安全は益しけり。
路の途中には尚跑馬古道あり。宜蘭県頭城鎮・礁渓郷と新北市烏来区とを陸路にて連結す。日本統治時代には日本軍官兵常に此の上に騎馬して巡狩せり。今は整へて登山の步道とせり。
台北と宜蘭との間に北宜高速公路の開通せしより、北宜公路は大型車両及びオートバイ愛好者の常の通路となれり。然ど交通事故多発の爲め、新北市政府警察局は常に違反取締を行ひ、区間自動速度取締機を設けて議論を生ぜり。

## 路線
- 新店
しんてん
- 青潭（中国語版）
せいたん
- 稻子園坑
とうしえんこう
- 大崎脚
たいききゃく
- 員潭子坑
いんたんしこう
- 土崎頭
ときとう
- 双坑
そうこう
- 六分
ろくふん
- 十六分
じゅうろくふん
- 栳寮
ろうりょう
- 小格頭（中国語版）
しょうかくとう
- 蕃薯寮
ばんしょりょう
- 十鼓寮（雲海国民小学）
じゅうこりょう
- 十三股
じゅうさんこ
- 水底寮
すいていりょう
- 石空子
せきくうし
- 湾潭（中国語版）
わんたん
- 黄挙皮寮
おうきょひりょう
- 水柳脚
すいりゅうきゃく
- 坪林
へいりん
- 𩻸魚堀
たいぎょくつ
- 九芎林（中国語版）
きゅうきゅうりん
- 鶯子瀬
おうしらい
- 石槽
せきそう
- 倒吊子（碧湖）
とうちょうし
- 四堵
しと
- 湖底嶺（中国語版）（石牌縣界）
こてい-れい
- 金面山
きんめん-ざん
- 小金面
しょうきんめん